# Vianen (Utrecht)
Pour les articles homonymes, voir Vianen.
Vianen est une ancienne commune et une ville des Pays-Bas, en province d'Utrecht. Jusqu'au 1er janvier 2002, cette commune était située dans la province de la Hollande-Méridionale.
Le 1er janvier 2019, la commune de Vianen est supprimée. Elle fusionne avec Leerdam et Zederik pour former la nouvelle commune de Vijfheerenlanden.

## Histoire
Il y a environ 3 400 ans, les premiers établissements humains se situaient au niveau du village de Vianen, mais celui-ci était souvent ravagé par les inondations, ce qui poussait les habitants à vivre ailleurs. Il apparaît une installation définitive qu'au environ de l'an 1000 après notre ère.
En 1336, Guillaume van Duvoorde, le maître de Vianen et son épouse Heilwich van Vianen, donnèrent les premiers droits de cité à la ville. Guillaume a aussi établi Vianen comme une ville fortifiée. La ville possède alors plusieurs défenses, telles que l'enceinte de la ville et la Lekpoort. En agissant ainsi, l'évêque d'Utrecht était mis sous pression, donnant à Vianen une prédominance par rapport à Utrecht. La ville est aussi stratégiquement importante sur la Lek. Bien plus tard, la ville a été incluse dans la Nieuwe Hollandse Waterlinie: une ligne de défense basée sur le principe d'inondation de certaines zones du pays.

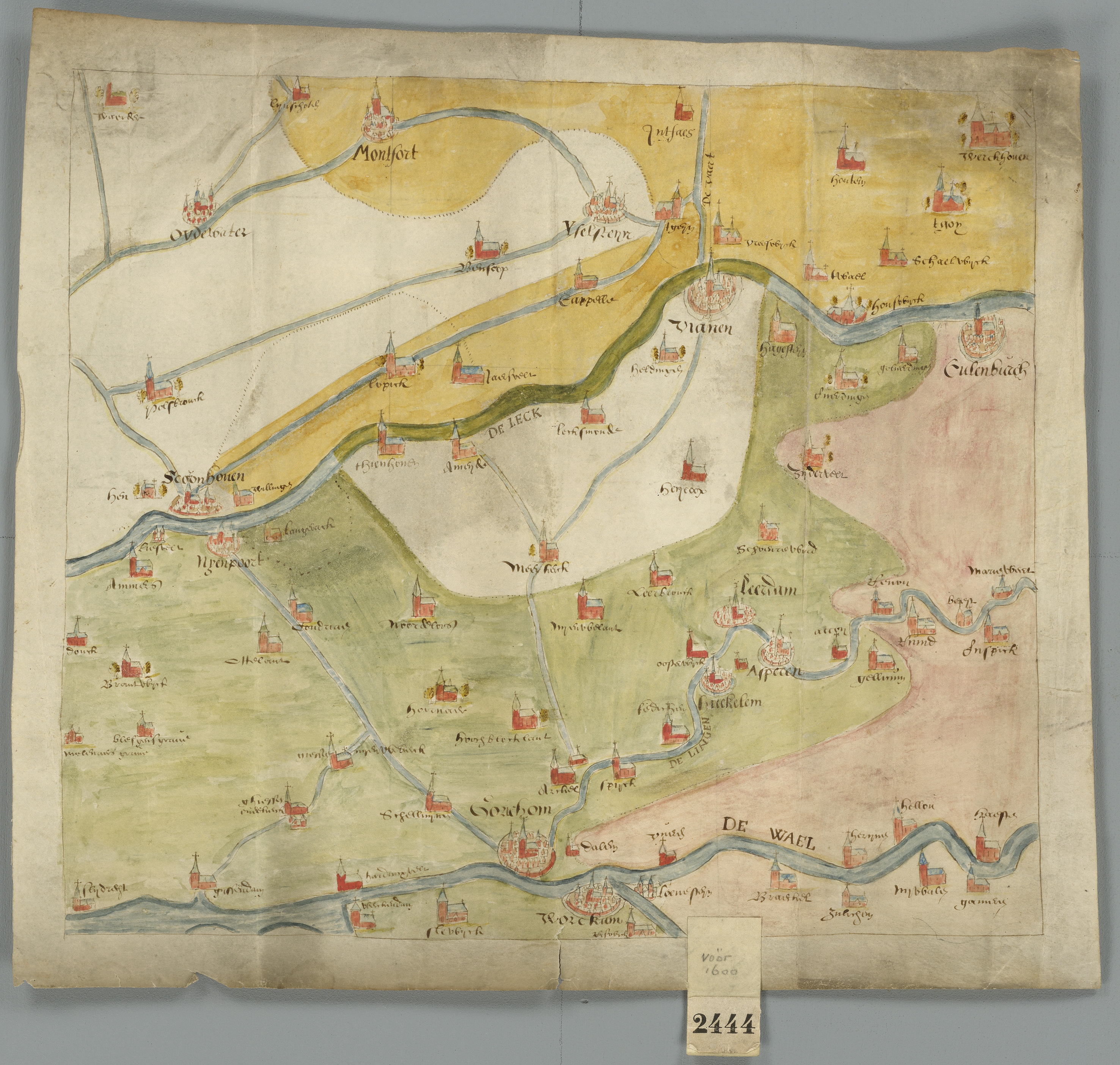
La région de Vianen au XVIe siècle.
Les armoiries de Vianen représentées dans le codex 148, armorial anonyme de 1483.

La famille Brederode a eu un rôle important pour le développement historique de Vianen. Ils ont transformé Vianen en une ville florissante, qui était aussi un État en même temps. En 1414, Walrave Ier de Brederode devint seigneur de Vianen par mariage. La famille Brederode habitait le château de Batestein. Cette lignée appartenait à la principale noblesse de Hollande et a influencé l'histoire du pays. Wolfert van Brederode (nl) mourut en 1679, dernier descendant mâle de la famille et dernier seigneur de Brederode. Le manoir de Vianen est passé à la maison allemande de Lippe. À cette époque, Vianen était encore une partie de la République indépendante du Saint-Empire germanique . En 1696, le château de Batestein fut détruit par un incendie, la Hofpoort étant tout ce qu'il en reste aujourd'hui.

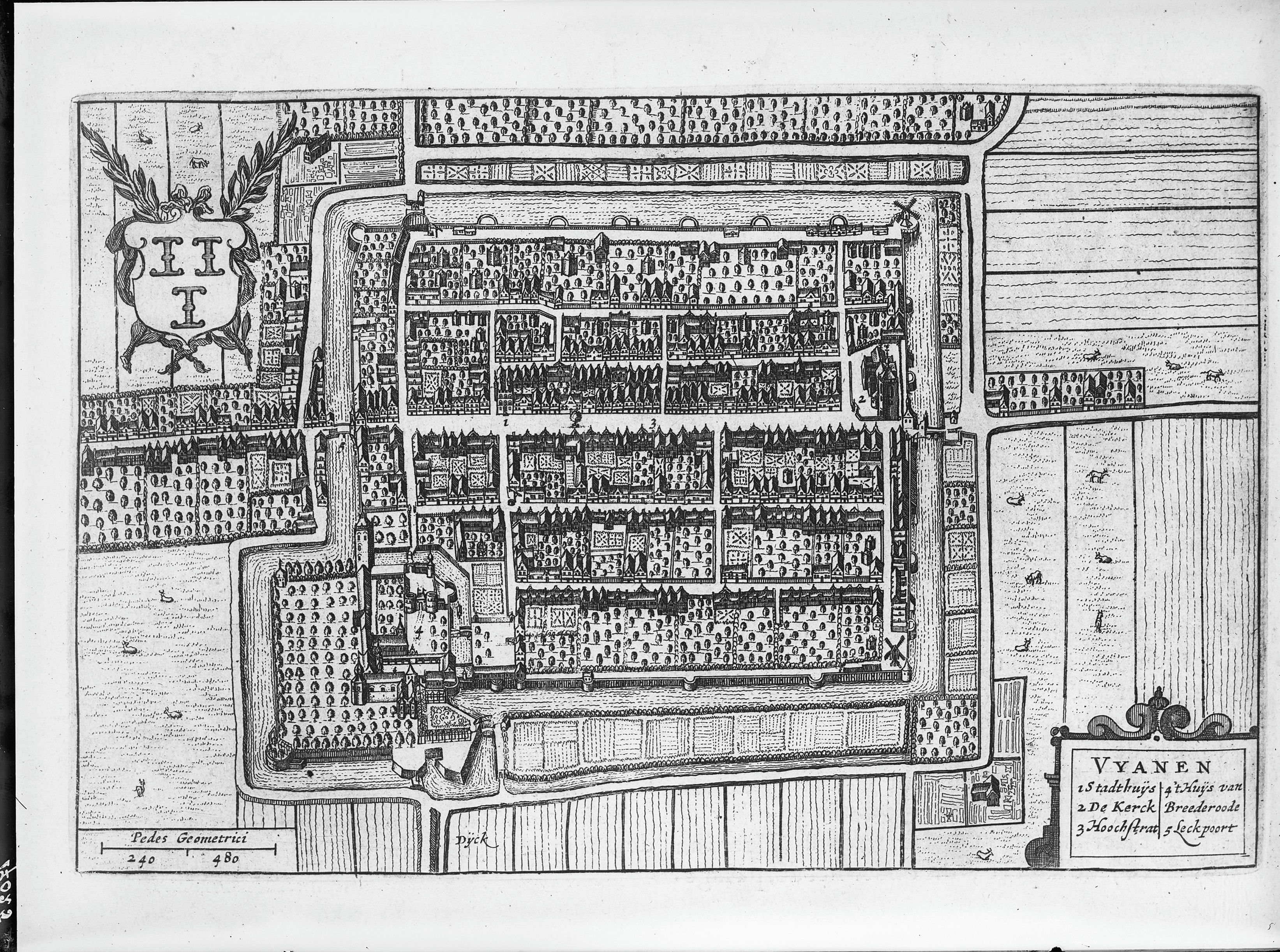
Plan de Vianen par J. Blaeu vers 1649.

En 1725, Vianen fut achetée par les États de Hollande et de Frise occidentale pour un montant de 898 200 florins. Environ 70 ans plus tard, après la proclamation de la République batave en 1795, Vianen est devenu une partie de la province de Hollande.
La municipalité de Vianen a été créée en 1812 et faisait partie de la province de Hollande-Méridionale. Le 1er janvier 2002, la municipalité a été attribuée à la province d'Utrecht. Le 1er janvier 2019, Vianen a fusionné avec les municipalités voisines de La Hollande méridionale de Leerdam et de Zederik pour former la nouvelle municipalité de Vijfheerenlanden, qui a été attribuée à la province d'Utrecht; les organisations officielles de ces trois communes avaient déjà conclu un partenariat dès le 1er janvier 2018.

### Fosse commune à Blauwpoort
À la mi-novembre 2020, neuf squelettes ont été retrouvés lors de travaux d'excavation sur le canal de la ville à Blauwpoort. Après une campagne de fouille, de nombreux squelettes ont été retrouvés et il était alors évident qu'il y avait à cet endroit une fosse commune. En décembre 2020, 71 squelettes ont été mis-au-jour, et plus tard 10 autres squelettes ont été encore trouvés. Les études ont mis en évidence divers dommages sur les os rappelant les violences militaires,. Les chercheurs ont demandé l'aide du British Geological Survey (BGS) pour la recherche sur les isotopes afin de découvrir les lieux d'origine des personnes à qui appartenaient les ossements. L'Université de Belfast a effectué la datation au radiocarbone pour déterminer l'âge des os. Cela révélait que les ossements appartenaient à des soldats tués ou blessés lors de la première guerre de coalition de 1792-1797, au cours de laquelle ils combattirent aux côtés de l'armée néerlandaise contre les Français, probablement pendant ou peu après la prise de Zaltbommel par les troupes françaises alors sous le commandement du lieutenant-colonel David Henri Chassé en fin décembre 1794.
L'endroit où ils ont été trouvés était un hôpital de campagne britannique. Les dommages trouvés sur les os étaient des marques de scie qui indiquent des amputations ou un examen post-mortem tel qu'une autopsie. La municipalité de Vijfheerenlanden a officiellement informé les autorités britanniques de la découverte et des conclusions.
En raison de l'avancée rapide des unités françaises sur la Meuse gelée par de fortes températures négatives et des inondations de la ligne d'eau de défense néerlandaise, les hôpitaux des troupes de la coalition sont repoussés de plus en plus au nord. Uppelschoten mentionne l'hôpital de campagne britannique de Vianen qui a dû être transféré à Amersfoort fin décembre, où précisément le 30 décembre 1794, des centaines de soldats blessés étaient hébergés dans trois églises. Incidemment, il n'est pas certain que tous les squelettes mis au jour étaient des soldats britanniques : néerlandais, hanovriens, hessiens, autrichiens et même français se sont également battus aux côtés de cette coalition anti-française.

## Bâtiments remarquables

### Lechâteau de Batestein
Le centre-ville de Vianen est entouré d'une enceinte sous la forme d'un mur extérieur droit. On y trouve un vieux canon avec quelques boulets. À l'intérieur de ces murs, près de l'actuelle Hofplein, le château de Batestein était autrefois l'un des plus beaux châteaux des Pays-Bas. Une grande partie du château a été en partie détruite par un incendie en 1696 et le reste a été démoli au XIXe siècle. De nos jours, seuls la Hofpoort et une petite pompe rappellent les jours glorieux de ce puissant bâtiment qui sont révolus depuis longtemps. Le château a été habité par la famille Brederode.

### L'église réformée
Le bâtiment, qui fut transformé en église réformée pendant la Réforme, est à l'origine dédié à l'Assomption de Marie et est connu sous le nom de Grote Kerk (ou Grande église). Les trois parties inférieures de la tour-clocher datent du XIVe siècle. L'église est une combinaison d'une église croisée et d'une église-halle dans le style de La Haye, c'est-à-dire que les bas-côtés extérieurs ont des pignons. Dans l'église se trouve le tombeau de Renaud III de Brederode (père de Henri, le "Grote Geus") et de son épouse Philippote de La Marck. Il s'agit d'une tombe, un transi dit «à deux niveaux», le seul de ce type aux Pays-Bas.

### L'église catholique
Dans l'ancien quartier se trouve une grande église catholique néo-gothique, l'église Notre-Dame de l'Assomption (Onze-Lieve-Vrouw-ten-Hemelopnemingkerk). Cette église est également une église halle, où les trois nefs ont chacune leur propre toit, le système flamand typique.

### Le château d'eau
L'ancienne tour de défense du château de Batestein, la «tour Simpel», a été remplacée par un château d'eau en 1909. Il s'agissait de la première tour aux Pays-Bas à avoir une structure porteuse ouverte en béton armé. Ce château d'eau a été construit selon un design révolutionnaire par Roelof Kuipers.

### Mairie
Un autre monument exceptionnel est l'hôtel de ville. Il a été construit vers 1425 et agrandi en 1473. Vers 1960, diverses armoiries de villes et de familles connues y ont été ajoutées, y compris celles des Brederode.

### Musée municipal
Le musée municipal est abrité dans une église cachée, de conversion catholique romaine, datant du XVIIe siècle. L'église a fonctionné comme une église cachée pendant environ 150 ans. Aujourd'hui, c'est est un bâtiment classé. La collection du musée est la possession de la municipalité et non du musée lui-même. De de petites exposition d'art ont souvent lieu dans la salle haute. La boutique du VVV, l'office du tourisme, est hébergée dans le musée.

## Galerie

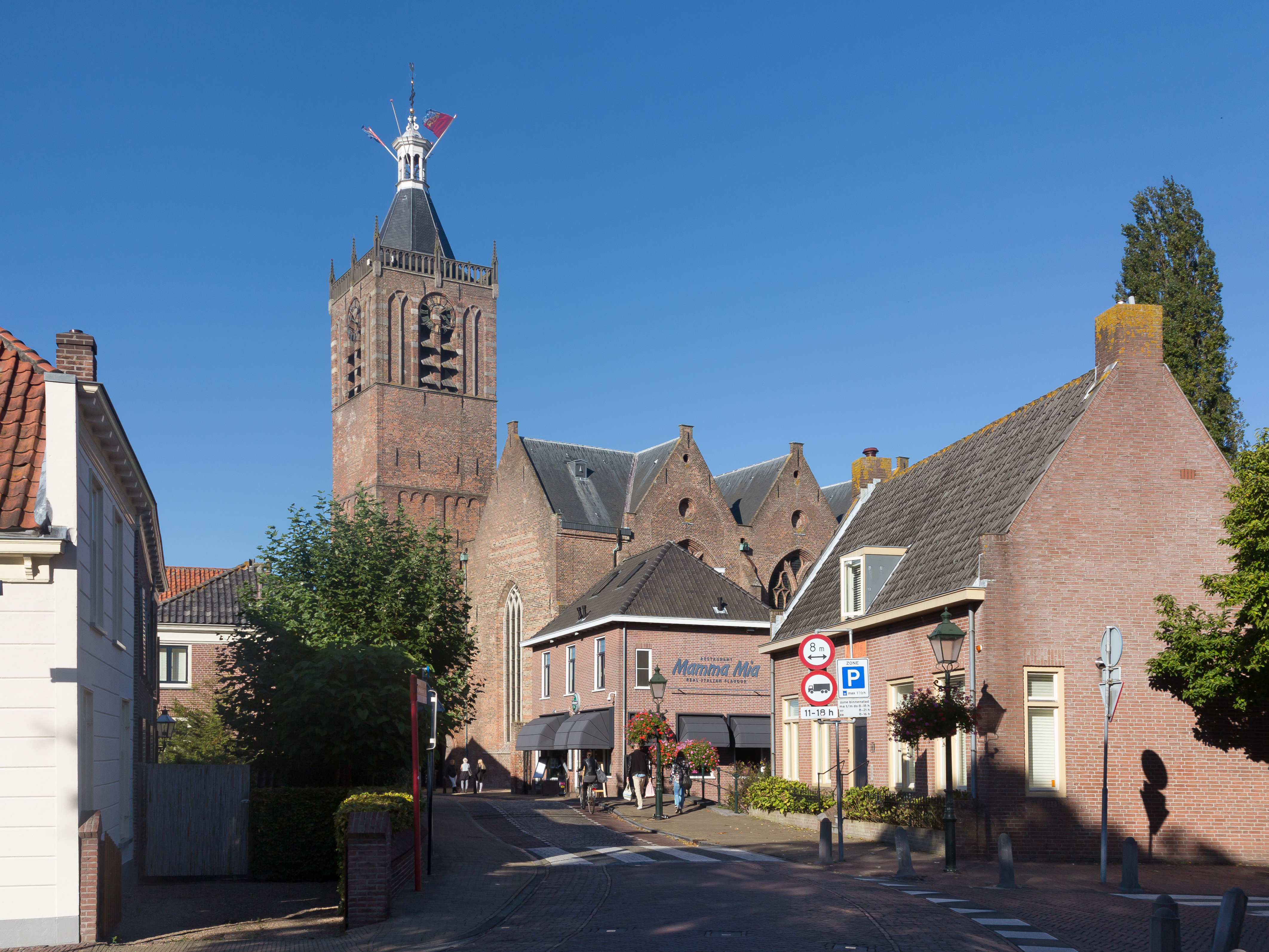
L'église protestante (Maria ten Hemelopening)

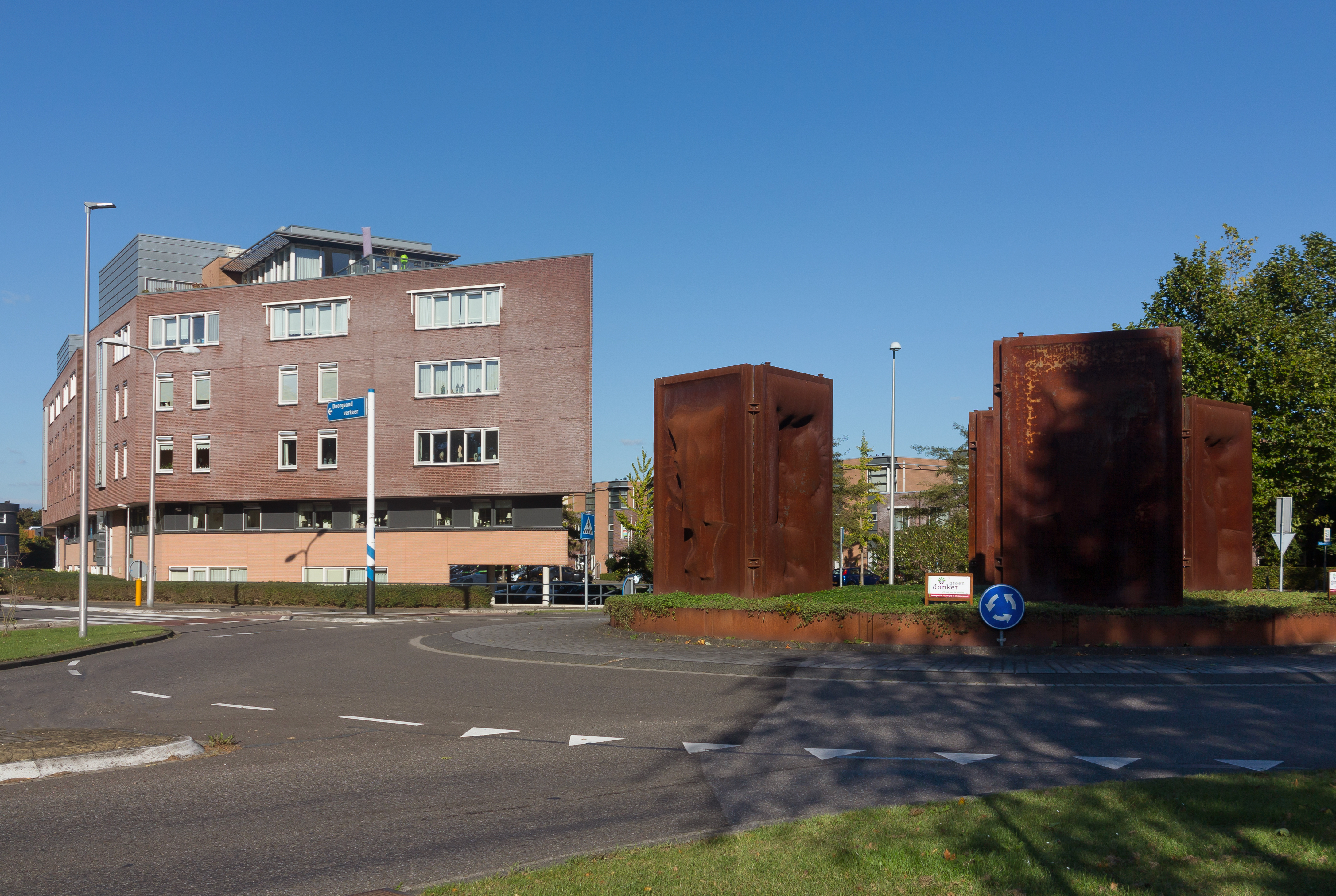
Le carrefour giratoire Aime Bonnastraat - Leyenborc

## Personnalités liées à Vianen
- Jacob Jan Cambier, (1756-1831), homme politique néerlandais, plusieurs fois ministre pendant la période franco-batave.
- Gerard de Korte (1955-), évêque catholique.